# Репенков Євген Євгенович
Євген Євгенович Репенков (* 25 вересня 1955, Ленінград) — український футбольний функціонер. Віце-президент Дитячо-юнацької футбольної ліги України, віце-президент ПФК «Севастополь», президент ДЮФК «Вікторія» (Севастополь).
Під час захоплення Криму у 2014 році, Репенков був активним учасником проросійського  руху. За свою діяльність проти України занесений до бази данних Миротворець.

## Життєпис
У 1983 році закінчив Омський державний університет, факультет фізичної культури та спорту.
У березні 1973 року створив місцеву дитячу команду «Вікторія». У 1974-1976 Репенков проходив службу в Групі Радянських Військ у Німеччині.
З 1976 по 1996 — тренер з футболу ДЮСШ СК «Севастополь».
У 1992 році як керівник юнацької команди «Вікторія» (Севастополь) здобув разом зі своєю командою титул чемпіона України серед школярів, що зробило «Вікторію» першим чемпіоном України після розпаду СРСР.
Євген Репенков був активним членом Федерації Футболу України. За час роботи в українському футболі працював на посаді віце-президента Професіональної футбольної ліги України, де курирував другу лігу ПФЛ України. До того ж упродовж 10 років брав участь у роботі Комітету з атестації професійних клубів у системі національних асоціацій. Курирував клуби другої та першої ліг. Протягом 5 років працював на посаді віце-президента дитячо-юнацької футбольної ліги України (ДЮФЛУ).
З 1996 по 2001 — старший тренер з футболу, віце-президент та президент ФК «Чайка» (Севастополь).
З 2001 року — віце-президент ПФК «Севастополь», президент ДЮФК «Вікторія» (Севастополь).
Під час захоплення Криму у 2014-ому був начальника штабу окремого мобільного підрозділу швидкого реагування «Севастополь без фашизму». Вже після захоплення Репенков став один із засновників «Кримського Футбольного Союзу».
Після окупації східних регіонів України з початком пономаштабного вторгнення, Репенков подорожував містами окупованих територій і опублікував книгу «Дорогами СВО» про свої поїздки.

## Нагороди
- Почесна грамота ЦК ВЛКСМ (1980)[2]
- Почесна грамота ЛКСМУ (1981)[2]
- Почесна грамота Верховної Ради України (2004) — "За заслуги перед народом України"[2]
- Заслужений працівник фізичної культури і спорту України (2006)[2]